# La casa degli eroi
La casa degli eroi (The New Commandment) è un film muto del 1925 diretto da Howard Higgin. Prodotto e distribuito dalla First National Pictures, aveva come interpreti Blanche Sweet, Ben Lyon, Holbrook Blinn, Clare Eames, Effie Shannon, Dorothy Cumming, Pedro de Cordoba, George Cooper.
La sceneggiatura, firmata dallo stesso regista e da Sada Cowan, si basa su Invisible Wounds, romanzo di Frederick Palmer pubblicato a New York nel 1925.

## Trama
Partito in crociera con suo padre alla volta dell'Europa, Billy Morrow scopre il vero scopo di quel viaggio che, organizzato dalla signora Parr, un'intrigante dama dell'alta società che ha seppellito tre mariti, ora ha in mente di farlo sposare alla sua figliastra. Al largo della costa francese, Billy decide di lasciare la nave e si dirige a riva con Red, un ex tassista diventato suo amico. A Parigi, i due incontrano l'artista Gaston Picard. Questi, benché fidanzato alla contessa Stoll, è innamorato della sua modella americana Renée Darcourt. Anche Billy si innamora di lei, ma non riesce a convincersi dell'onestà di Renée, sia a causa della sua professione, sia perché lui sospetti che la ragazza abbia una relazione con Picard. Quando scoppia la guerra, Billy si arruola, unendosi alla Legione straniera. Durante un combattimento, rimane ferito. Portato in un ospedale, vi ritrova Renée, che vi lavora come infermiera. I dubbi e le gelosie svaniscono: gli amanti, ritrovandosi, dimenticano ogni sospetto, felicemente riuniti.

## Produzione
Il film fu prodotto dalla First National Pictures.

## Distribuzione
Il copyright del film, richiesto dalla First National Pictures, Inc., fu registrato il 15 ottobre 1925 con il numero LP21910.

Distribuito dalla First National Pictures, il film uscì nelle sale statunitensi il 1º novembre 1925. In Danimarca, il 1º maggio 1926 (con il titolo Det ellevte bud); nello stesso anno uscì anche in Italia (con il titolo La casa degli eroi e con il visto di censura numero 22984), e nel Regno Unito dove, distribuito dalla First National Film Distributors, arrivò nelle sale l'8 novembre. In Brasile, prese il titolo O Novo Mandamento; in Polonia, quello di Nowe przykazanie.
Non si conoscono copie ancora esistenti della pellicola che viene considerata presumibilmente perduta.